# Sự phán xét cuối cùng (Michelangelo)
Sự phán xét cuối cùng là một tranh tường do Michelangelo sáng tác trên tường thờ của nhà nguyện Sistina ở thành Vatican. Phải mất 4 năm để hoàn thành bức họa này, từ năm 1537 đến năm 1541. Michelangelo đã bắt đầu sáng tác bức họa này 3 thập kỷ sau khi hoàn thành trần nhà nguyện Sistina.
Khi hoàn thành, những sự thể hiện những người khoả thân trong nhà nguyện của Giáo hoàng bị coi là tục tĩu và báng bổ, và Hồng y Carafa và Monsignor Sernini (đại sứ của Mantua) đã kêu gọi kiểm duyệt và xoá bỏ bức tranh, nhưng Giáo hoàng phản đối. Sau khi Michelangelo chết, mọi người quyết định che đi các bộ phận sinh dục ("Pictura in Cappella Ap.ca coopriantur"). Vì vậy Daniele da Volterra, một học trò của Michelangelo, được trao trách nhiệm che chúng đi, phần thân thể được giữ nguyên. Khi tác phẩm được phục chế năm 1993, những nhà bảo tồn quyết định không loại bỏ tất cả các perizoma của Daniele, để lại một số chúng như một tài liệu lịch sử, và bởi một số tác phẩm của Michelangelo trước đó đã bị loại bỏ bởi các nghệ sĩ sửa sang lại các kiệt tác cho "lịch sự". Một bản copy trung thành với bản gốc không bị kiểm duyệt, của Marcello Venusti, có thể được thấy tại Bảo tàng Capodimonte ở Napoli.
Michelangelo thiết kế mái vòm Nhà thờ thánh Peter nhưng ông mất trước khi công trình này hoàn thành
Sự kiểm duyệt luôn đi cùng Michelangelo, từng được miêu tả là "inventor delle porcherie" ("nhà phát minh những sự tục tĩu", trong tiếng Italia nguyên gốc chỉ "những thứ bẩn thỉu"). "Chiến dịch lá sung" đáng hổ thẹn của Phản Cải cách, nhắm tới việc che phủ mọi sự thể hiện các bộ phận sinh dục của con người trong các tác phẩm hội họa và điêu khắc, bắt đầu với các tác phẩm của Michelangelo. Hai ví dụ, bức tượng đá marble Cristo della Minerva (nhà thờ Santa Maria sopra Minerva, Rome) được che đi bằng cách cho thêm một tấm drap, như nó vẫn hiện diện ngày nay, và tượng Jesus cởi truồng khi vẫn còn là một đứa trẻ Madonna of Bruges (Church of Our Lady tại Bruges, Bỉ) bị che phủ đi trong nhiều thập kỷ. Tương tự, bản copy thạch cao của tượng David tại Cast Courts (Bảo tàng Victoria và Albert) ở London, có một lá sung trong một cái hộp phía sau lưng bức tượng. Nó ở đó để được đặt lên các bộ phận sinh dục của tượng để nó sẽ không làm phiền những nữ khách hoàng gia viếng thăm.
Năm 1546, Michelangelo được chỉ định làm kiến trúc sư Vương cung thánh đường Thánh Peter tại Vatican, và thiết kế mái vòm của nó. Khi công trình tiến triển có lo ngại rằng Michelangelo sẽ qua đời trước khi mái vòm được hoàn thành. Tuy nhiên, khi công trình bắt đầu tới phần thấp của mái vòm, vòng đỡ, thiết kế đã hoàn thành.